# مارتين ديفيز
مارتين ديفيز (بالإنجليزية: Martyn Davies)‏ هو عالم أرصاد بريطاني، ولد في 14 يناير 1956 في Merthyr Tydfil ‏ في المملكة المتحدة.

## وصلات خارجية
- مارتين ديفيز على موقع IMDb (الإنجليزية)